# Jack Fitzwater
Jackson „Jack“ Joseph Fitzwater (* 23. September 1997 in Birmingham) ist ein englischer Fußballspieler, der zuletzt beim FC Livingston unter Vertrag stand.

## Karriere
Jack Fitzwater begann seine Karriere unweit seiner Geburtsstadt Birmingham entfernt bei West Bromwich Albion. Bis zum Jahr 2015 kam er in den verschiedenen Jugendmannschaften des Vereins zum Einsatz. Im September 2015 wurde der 17-Jährige Fitzwater für einen Monat an den englischen Drittligisten FC Chesterfield verliehen. Er gab sein Debüt in der League One für Chesterfield einen Tag später, als er für den verletzten Gboly Ariyibi in der 19. Minute gegen Colchester United eingewechselt wurde. Direkt im Anschluss wurde der Innenverteidiger an Hednesford Town in die National League North verliehen. Zwischen Januar und April 2016 kam er auf 16 Spiele und ein Tor. Nach seiner Rückkehr zu „West Brom“ spielte er zwischenzeitlich in der U23. Im Juli 2017 wurde Fitzwater erneut verliehen. Für die Forest Green Rovers spielte er bis Januar 2018 in der vierten Liga. Fitzwater’s nächste Leihe wurde mit dem Drittligisten FC Walsall abgeschlossen, der ihn zunächst bis zum Ende der Saison 2017/18 auslieh. Nachdem Fitzwater im Juli 2018 bei „West Brom“ seinen Vertrag verlängert hatte, ohne bis dahin in der ersten Mannschaft eingesetzt worden zu sein, wurde er ab August 2018 abermals nach Walsall verliehen. Im Januar 2020 kehrte er kurzzeitig zu „West Brom“ zurück und absolvierte sein erstes Spiel in der Profimannschaft seines Jugendvereins, als er im Pokal gegen Charlton Athletic in der Startelf beim 1:0-Sieg stand. Danach wurde er zum dritten Mal an Walsall verliehen. Insgesamt absolvierte er im Trikot des Drittligisten 37 Spiele und traf dreimal. Zwischen Mai 2019 und Juli 2020 spielte Fitzwater erneut in der U23 von „West Brom“. Danach lief sein Vertrag aus und er wechselte zum FC Livingston in die Scottish Premiership.